# Кејн (рвач)
Глен Томас Џејкобс (рођен 26. априла 1967.), познат под рвачким именом Кејн, амерички је политичар, глумац и професионални рвач. Постао је славан наступајући у WWE, где га сматрају једним од најбољих професионалних рвача у историји. Године 2018. изабран је за градоначелника округа Нокс у Тенесију.
Џејкобс је започео своју професионалну рвачку каријеру 1992. године на независној сцени, наступајући у промоцијама као што су "Smoky Mountain Wrestling" и Рвачко удружење Сједињених Држава. Године 1995. придружио се Светској рвачкој федерацији (ВВФ, сада ВВЕ). До 1997. године играо је различите улоге, након чега је преобликован у маскираног рвача Кејна, лик инспирисан хорор тематиком, који представља млађег полубрата Андертејкера и сина Пола Берера.
Кејн је наизменично био у сукобу и сарадњи са Андертејкером, формирајући тим познат као Деструктивна браћа. Након свог дебија у ВВФ-у, постао је један од кључних учесника крајем 90-их и почетком 2000-их. Освојио је ВВФ шампионат победивши Стоун Колд Стив Остина у свом првом главном догађају на "Краљ ринга" турниру у јуну 1998. Током наредних 20 година, наставио је да буде главна фигура, поставши извођач са другим највећим бројем ППВ наступа у историји ВВФ/ВВЕ, одмах након Рендија Ортона.
Кејн је у ВВЕ каријери освојио бројне титуле, укључујући три светска шампионата (једном је држао ВВФ шампионат, ЕЦВ шампионат и Светско првенство у тешкој категорији). Такође је 12 пута био светски тимски шампион, освојивши Светско тимско првенство, ВЦВ Таг тимско првенство и ВВЕ Таг тимско првенство. Поред тога, Кејн је постао ВВЕ Грeнд Слeм шампион. У Ројал Рамбл мечевима поставио је неколико рекорда, укључујући највише наступа у историји са 20 учешћа, најбржу елиминацију другог такмичара за само 1,9 секунди и највећи укупан број елиминација – 46 до меча из 2015. године. Године 2021. уведен је у ВВЕ Кућу славних.
Дугогодишњи заговорник либертаријанских политичких идеја, Џејкобс је у марту 2017. године најавио своју кандидатуру за позицију градоначелника округа Нокс у Тенесију као представник Републиканске странке. Победио је на републиканским примарним изборима 1. маја 2018. године, а затим и на општим изборима одржаним 2. августа исте године. Свој мандат је обновио након што је поново изабран 4. августа 2022. године 

## Рани живот
Џејкобс је рођен у Торехон де Ардосу, граду у Шпанији, у породици припадника Ваздухопловних снага Сједињених Држава који су били стационирани тамо у време његовог рођења. Одрастао је у близини Сент Луиса, Мисури, у Сједињеним Државама и похађао средњу школу у Боулинг Грину, Мисури. Током школовања био је изузетан спортиста, истичући се у фудбалу и кошарци. Након тога је завршио студије енглеске књижевности на Државном универзитету Североисточног Мисурија, где је такође активно играо кошарку и фудбал.

## Политичка каријера
Џејкобс је активно ангажован у либертаријанским политичким активностима и своје идеје дели путем блога. Подржао је тексашког конгресмена Рона Пола као председничког кандидата 2008. године. Такође је члан пројекта "Слободне државе" и одржао је говор на Форуму слободе у Њу Хемпширу 2009. године. Поред тога, наступао је као говорник на Институту Лудвиг фон Мизес, истраживачкој организацији која промовише аустријску економску школу и анархо-капиталистичке идеје..
У интервјуу обављеном за "Вашингтон Егзаминер", Џејкобс је споменуо да има идеју да се кандидује за гувернера Тенесија када заврши свој тренутни мандат градоначелника округа Нокс.
Џејкобс и Марк Калавеј су подржали Доналда Трампа на председничким изборима у Сједињеним Државама 2024. године, појавивши се у ТикТоку са њим у којем су прозивали колегу рвача Дејва Баутисту, који је отворено говорио против Трампа. На изборима је победио Трамп.